# UN/LOCODE
De UN/LOCODE, voluit: United Nations Code for Trade and Transport Locations, is een internationale vijfletterige code voor plaatsen in landen over de hele wereld, die dient ter vervanging van de volledige plaatsnaam. De lijst met de codes wordt bijgehouden door de Economische commissie van de Verenigde Naties voor Europa (UNECE). De UN/LOCODE dient mede ter uitbreiding van de drieletterige IATA-code die voor vele doeleinden te beperkt is.

## Opbouw
De UN/LOCODE is opgebouwd uit een combinatie van de tweeletterige ("alfa-2") landcode volgens ISO 3166 gevolgd door een code gebaseerd op de plaatsnaam in drie letters. Indien in een land de mogelijke (17576) combinaties met letters op zijn, worden ook de cijfers 2 t/m 9 gebruikt. Bij voorkeur wordt tussen land- en plaatsdeel een spatie gebruikt, deze mag echter worden weggelaten. De UN/LOCODE kent geen speciale tekens en leestekens.
Een voorbeeld hiervan is NL AMS, de UN/LOCODE voor de stad Amsterdam.

## Gebruik
De UN/LOCODE wordt gebruikt bij internationaal transport voor plaatsaanduidingen op documenten daar de UN/LOCODE niet is gebonden aan de plaatselijke schrijfwijze van de plaatsnaam maar internationaal is gestandaardiseerd.
De lijsten met de plaatsnamen en hun codes worden sinds 1981 jaarlijks uitgegeven door de UNECE.